# Der Seidenfächer (Roman)
Der Seidenfächer (englischer Originaltitel: Snow Flower and the Secret Fan) ist ein historischer Roman von Lisa See aus dem Jahr 2005. Die deutsche Übersetzung von Elke Link erschien ebenfalls 2005 bei Bertelsmann. Die Geschichte spielt im China des 19. Jahrhunderts und erzählt das Leben der Protagonistin Lilie von der Geburt über Kindheit und Ehe bis zum Alter.

## Inhalt
In der ländlichen Provinz Hunan namens Puwei ist Lilie dazu bestimmt, ein Laotong-Paar mit Schneerose, einem gleichaltrigen Mädchen aus Tongkou, zu werden. Die Laotong-Beziehung ist eine schwesterliche Beziehung, die viel stärker und enger ist als die zwischen Mann und Frau. Diese Beziehung beginnt, als die Mädchen sieben Jahre alt sind, und dauert bis ins Erwachsenenalter, wenn sie Mütter sind.
Die beiden Mädchen erleben gleichzeitig den schmerzhaften Prozess des Füßebindens. Obwohl Lilie aus einer Familie von niedrigem Stand stammt, gelten ihre Füße als schön und spielen eine Rolle bei ihrer Heirat in die mächtigste Familie der Region. Lilie wird später als Lady Lu bekannt, die einflussreichste Frau der Region. Obwohl Schneerose aus einer ehemals wohlhabenden Familie stammt, hat sie nicht so viel Glück. Sie heiratet einen Metzger, der kulturell als niedrigster aller Berufe gilt, und führt ein elendes Leben, in dem ihre Kinder sterben und sie von ihrem Mann geschlagen wird.
Lilies Bedürfnis nach Liebe und ihre Unfähigkeit zu verzeihen, was sie als Verrat ansieht, führen dazu, dass sie vielen Menschen, allen voran Schneerose, Schaden zufügt. In dem Glauben, Schneerose sei ihr nicht treu gewesen, verrät Lilie sie, indem sie ihre Geheimnisse an eine Gruppe von Frauen weitergibt und damit Schneeroses Ruf zerstört. Als Schneerose im Sterben liegt, wird Lilie an ihr Bett gerufen und pflegt sie bis zum Ende ihrer Tage.
Als das Buch in die Gegenwart (1903) zurückkehrt, ist Lilie nun eine 80-jährige Frau, die vierzig Jahre nach dem Tod ihrer liebsten Freundin gelebt hat. Ihr eigener Mann und ihre Kinder sind inzwischen verstorben, und sie beobachtet in aller Ruhe die nächste Generation in ihrem Haus.

## Weibliche Rollenbilder in „Der Seidenfächer“
In dem Roman werden die kulturspezifischen Tabus und Bräuche aufgezeigt, die das Leben der chinesischen Frauen im 19. Jahrhundert prägten. Lilie erfüllt im Laufe ihres Lebens zahlreiche von der Gesellschaft erwartete Frauenrollen, darunter die der Tochter, Ehefrau und Mutter – „Als Mädchen sollst du deinem Vater gehorchen; als Frau sollst du deinem Mann gehorchen; als Witwe sollst du deinem Sohn gehorchen.“
Die Protagonisten Lilie und Schneerose kommunizieren schriftlich mittels Nüshu (Frauenschrift). Laut See scheint Nüshu „die einzige Schriftsprache der Welt zu sein, die von Frauen ausschließlich für ihren eigenen Gebrauch geschaffen wurde“. Diese Praxis ermöglichte es den Frauen untereinander zu kommunizieren, da sie dem männerzentrierten Bildungssystem entfremdet waren.
Sees Roman schildert das Leben der Frauen in seinem historischen Kontext und beleuchtet dabei Aspekte des Lebens der Frauen, die über die Unterdrückung der damaligen Zeit hinausgehen. Wir sehen darin nicht nur die geheime Praxis des Nüshu, sondern auch die Praxis der Schwesternschaften, die ein Netzwerk der Unterstützung von Frauen durch Frauen aufzeigt. Während Lilies passive Duldung der Normen ihrer Zeit uns ein stereotypisches Verhalten der Frauen dieser Zeit zeigt, zeigt Schneeroses Charakter die andere Seite der Medaille, indem sie transgressiv und eigenwillig ist. Am Ende hat Lilie Erfolg im Leben, weil sie die Regeln befolgt, während Schneerose schließlich von Lilie verraten wird und nach einem Leben voller Leiden jung stirbt.